# Українське Національне Об'єднання (Німеччина)
Українське Національне Об'єднання (УНО) в Німеччині — одна з двох дозволених німецьким урядом українських громадських організацій (друга — Українська Громада), що до 1937 року існувала на корінних німецьких землях, а 1937—1945 роках також в Австрії та Протектораті Чехія і Моравія

## Історія
Засноване 1933 року у Берліні. Велике зростання чисельності членів почалося з переходом УНО 1937 року на позиції українського націоналізму. Не зважаючи на урядові обмеження, 1942 року УНО нараховувало 42 000 членів у 1 268 філіях і гуртках.
Діяльність Головної Управи УНО відбувалася в референтурах і фахових секціях, Культурно-Науковому Видавництві УНО в Празі тощо. Пресовим органом УНО був тижневик «Український Вісник». Поза національно-виховною та культурно-освітньою працею, УНО відстоювало інтереси українських робітників, допомагало студентству, українським полоненим з польської і радянської армій тощо. За війни УНО видало 13 виховних брошур, дві брошури про права і обов'язки українських робітників. При низових клітинах УНО працювали курси українознавства, німецької мови, народних танків, шоферські, санітарні (усього на 1942 рік — 230), гуртки мистецької самодіяльності (94), бібліотеки і читальні (97).

## Діячі
Голови УНО: до 1937 року — Ф. Королів й І. Драбатий, 1938 — 45 Т. Омельченко. Серед діячів Головної Управи УНО були: Б. Кравців, В. Янів, М. Дорожинський, М. Селешко, Ю. Артюшенко, Ю. Коваленко, В. Левицький, П. Вержбицький, Д. Квітковський, В. Маруняк та ін.